# 常据
常據（？—376年），字元琰，五胡十六国時代前秦官员。《十六国春秋》又作張璩，敦煌郡人。
常據性格诚实勇敢，做事不躊躇，直言不讳。十四岁时，他在前涼担任奉車都尉。他随将軍梁肃出征隴西，与後趙将軍王擢战于邢崗。两军对峙十余天，常據让兵马口中銜枚，不让其发出声音，秘密对敌营发起奇袭，敌军伤亡惨重。由于这次表现，他得以知名。
他被任命为寧戎校尉，驻扎枹罕。347年四月，后赵涼州刺史麻秋率军八万攻打枹罕。晋昌郡太守郎坦认为枹罕城面积太大，难以镇守，建议常據放弃外城。武城郡太守張悛对此表示反对说：“放棄外城会引起军民的不安。人心动摇，大势即去。”常據同意了張悛想法，留在外城固守。麻秋对枹罕外城进行了数层包围，利用云梯、又挖掘地道，同时从四面八方进攻。常據指挥城内将士，没有让麻秋大军攻入，反而杀死了后赵数万士兵。
後趙君主石虎得知麻秋苦战，将軍劉渾率兵两万前去增援。郎坦因他的建议不被采纳而怀恨在心，密谋投奔后赵。他命令軍士李嘉通知麻秋，秘密带领後趙兵一千余人来到城墙边，从城西北角入城。常據指揮宋脩、張弘、辛挹、郭普等人阻止敌军进攻，白刃战杀敌二百余人。成功击退来犯的敌军后，又杀死了策划谋反的李嘉。常據烧毁了敌人的攻城器械，迫使后赵军队退守大夏。
张重华时代，常據被任命为骑都尉。353年十月，長寧侯張祚图谋夺权，与张重华的宠臣趙長勾结，结为异姓兄弟，企图作乱。常據对此深感不满。
张重华末年，发生安昌门外墙螽斯聚集、逆向而動的异象。常據趁机劝谏张重华：“螽斯是張祚的小字，现在螽斯逆行，将是大災，求你将張祚放逐出涼土。”认为張祚会危害社稷，建议将他赶出朝廷。张重华勃然大怒：“我子孙昌盛，螽斯聚集，岂能有災祸。我已将幼子托付给張祚，如同周公辅佐周成王。你为何要这样说。”他不肯处置张祚。张重华去世，其子张耀灵继位，張祚杀了张耀灵，篡夺了王位。正如常據所担心的那样，凉州因此陷入大乱。
張天錫時代，常據担任晋興相。367年三月，張天錫发兵伐討伐割据陇西的李儼，常據担任使持節、征東将軍，進攻左南。四月，常據进至葵谷，击败李儼的军队。随后，前秦军队前来，张天锡只好让全军回国。
376年七月，苻堅命令武衛将軍苟苌、左将軍毛盛、中書令梁熙、步兵校尉姚萇率兵十三万，征伐前涼。八月，張天錫命常據率兵三万前往洪池。这时，常據坚持要他主动出击，攻打姚萇，张天锡没有答应。苟萇、姚萇率领三万大军到达洪池，常據进行阻击，却被击败。混乱之际，常據丢失了马匹，部下董儒将自己的马给了他，让他逃走。、常據说：“我三度督统諸軍、二度被授予節鉞，统领八次禁军、十次外兵，深受宠信无比。现在走投无路，这里就是我的死地。”他拒绝了董儒的提议。然后他回到本阵，摘下头盔，向主君所在的西方稽首，伏剑自刎。